# Alchemilla oxyodonta
Alchemilla oxyodonta là loài thực vật có hoa trong họ Hoa hồng. Loài này được G.C. Westerl. mô tả khoa học đầu tiên.